# ガンダムジェネレーション
『ガンダムジェネレーション』は、バンダイより刊行されていたアンソロジーコミック集。おもにサイバーコミックスに掲載された『機動戦士ガンダム』関連作品より、単独では単行本化の見込まれない短編等を一冊にまとめたもの。1990～1991年までに計4巻が発行された。それぞれピュアサイバーコミックスシリーズの2,4,8,12号に相当する。

## 掲載作品
- ガンダムジェネレーション1
  - STAMPEDE　ミノフスキー博士物語（沖一）　初出：サイバーコミックス1
  - 宇宙戦艦ハーレムノクターン（安永航一郎）　初出：サイバーコミックス4
  - BURN STORMER #1（大連）　初出：サイバーコミックス9
  - MOONRAIN（夢野レイ）　初出：VISUAL COMIC ガンダム0080 Vol.1
  - 緑の館（本多将）　初出：VISUAL COMIC ガンダム0080 Vol.1
  - 異なる人々（そうま竜也）　初出：サイバーコミックス2
  - プログラム=マスター（松浦まさふみ）　初出：サイバーコミックス13
  - TOP GUNDAM #2（山口宏）　初出：サイバーコミックス8
  - あしたのガンダム（島本和彦）　初出：サイバーコミックス1

- ガンダムジェネレーション2
  - 整備しちゃうぞ！（あろひろし）　初出：サイバーコミックス3
  - ルウム戦記（赤井孝美）　初出：サイバーコミックス1
  - BURN STORMER #2（大連）　初出：サイバーコミックス11
  - 機動戦士ガンダム　海底100,000糎の死闘（秋本行治）　初出：サイバーコミックス7,8
  - 実録ジオン体育大学（安永航一郎）　初出：サイバーコミックス16
  - WAGONSALE（奈和浩子）　初出：サイバーコミックス1
  - 機動戦士バロムガンダム（松本久志）　初出：サイバーコミックス15
  - 機動戦士ガンダム　なぐりあい宇宙（島本和彦　そうま竜也）　初出：サイバーコミックス8
  - ここだけのガンダム0080　少年アル（ひぐちきみこ）　初出：VISUAL COMIC ガンダム0080 Vol.1

- ガンダムジェネレーション3
  - 鋼鉄の処女 #1（海明寺裕）　書き下ろし
  - NIGHT=HAWKS! #1,2（此路あゆみ）　書き下ろし
  - Jupiter Mirage #1～3（#1仁木ひろし　#2小林誠　#3田中雅人）　初出：サイバーコミックス3,4,8,9
  - ここだけのガンダム0080　少年アル（ひぐちきみこ）　書き下ろし

- ガンダムジェネレーション4
  - BLUE GALE（伊藤明弘）　書き下ろし　※戦闘メカ ザブングル関連作品
  - NIGHT=HAWKS! #3,4（此路あゆみ）　書き下ろし
  - ロボゾック（安永航一郎）　初出：サイバーコミックス22
  - 東京上空（本多将）　初出：サイバーコミックス6　※聖戦士ダンバイン関連作品
  - FΦU（西崎まりの）　初出：サイバーコミックス6
  - ガンダム 空手一代（松本久志）　初出：サイバーコミックス12（初出時タイトル：ガンダム バカ一代）
  - ガンダム沈没（高澤秀英）　初出：サイバーコミックス22